# WWE・ボトムライン
Bottom Line（ボトム・ライン）は、WWEが製作するRAWのダイジェスト番組。

## 概要
2002年に放送を開始。現在は海外向けに放映されており、アメリカでもWWEネットワークで放送されている。日本ではJテレで日本語字幕版が放送されている。
関連番組としてSmackDownのダイジェスト版「Afterburn」がある。